# Lon Chaney
Pour les articles homonymes, voir Chaney.
Lon Chaney, surnommé « l'homme aux mille visages », est un acteur américain du cinéma muet, né le 1er avril 1883 à Colorado Springs et mort le 26 août 1930 à Los Angeles. Connu comme l'un des plus grands acteurs de films d'horreur, il est l'un des acteurs les plus polyvalents et les plus impressionnants de l'aube du cinéma. 
On se souvient surtout de lui pour ses compositions de personnages torturés, souvent grotesques et affectés, ainsi que pour son talent novateur dans le domaine du maquillage.

## Biographie

### Jeunesse et débuts
Lon Chaney, diminutif de Leonidas Frank Chaney, né à Colorado Springs (Colorado), est le fils de Frank H. Chaney et d'Emma Alice Kennedy ; son père avait du sang français mais surtout anglais, tandis que sa mère avait des origines irlandaises. Les parents de Chaney sont sourds tous les deux ; il apprend la langue des signes et est sensibilisé à la communication avec les mains dès l'enfance. Chaney montre du talent pour la pantomime quand il joue des sketches en mimant tout ce qu'il a observé dans la rue pour divertir sa famille.
Il commence à monter sur les planches en 1902, et tourne avec des troupes de vaudeville et de théâtre. En 1905, il fait la connaissance de la chanteuse Cleva Creighton (1889-1967) qu'il épouse alors qu'elle n'a que seize ans. L'année suivante, naît leur unique enfant, Creighton Chaney, plus tard connu sous le nom de Lon Chaney, Jr.. La famille Chaney poursuit les tournées, avant de se fixer en Californie en 1910.
Leur mariage bat de l'aile, et, en avril 1913, Cleva se rend au Majestic Theatre, au centre de Los Angeles, où l'on prépare un spectacle, le « Kolb and Dill show » et tente là de se suicider en avalant du bichlorure de mercure, sans succès. Cette tentative de suicide ruine sa carrière de chanteuse ; le scandale et le divorce qui s'ensuivent forcent Chaney à quitter le théâtre et à se lancer dans le cinéma.
Durant une période comprise entre 1912 et 1917, Chaney travaille sans contrat aux studios Universal, tenant divers petits rôles. C'est à son talent pour se grimer qu'il doit de remporter plusieurs rôles au bout d'auditions fort disputées. À cette époque, Chaney se lie avec le couple de réalisateurs Joe De Grasse et Ida May Park, qui lui donnent des rôles notables dans leurs films, et qui l'encouragent bientôt à jouer des personnages plus dramatiques.
Chaney épouse, en secondes noces, Hazel Hastings (1887-1933), l'une de ses anciennes collègues de la tournée « Kolb and Dill », danseuse de revue. On sait peu de choses de cette dernière, si ce n'est que son mariage avec Chaney fut solide. Du fait de leur mariage, le jeune couple obtient la garde du fils de Chaney, Creighton, âgé alors de dix ans ; jusque-là, depuis le divorce en 1913, l'enfant a vécu dans différents foyers et pensionnats.
En 1917, Chaney est devenu un acteur de premier plan du studio, mais ce statut ne se reflète pas dans son salaire. Quand il demande une augmentation, un exécutif du studio, William Sistrom, lui réplique : « Vous ne vaudrez jamais plus que cent dollars par semaine ».
Chaney quitte le studio, et durant l'année suivante, il doit se contenter de rôles mineurs. Il faut attendre 1918, et un rôle important dans le film de William S. Hart, Riddle Gawne, pour que l'industrie cinématographique reconnaisse enfin à leur juste mesure les talents de l'acteur.

### Les grands rôles
En 1919, Chaney perce en jouant « The Frog » dans The Miracle Man, réalisé par George Loane Tucker. Le film ne donne pas seulement à Chaney l'occasion de montrer ses dons d'acteur, mais aussi d'apparaître comme un maître du maquillage. Une critique élogieuse et une recette de plus de deux millions de dollars font de Chaney l'acteur de genre le plus important des États-Unis.
Parmi les films d'horreur muets les plus mémorables auxquels Chaney participe, on peut citer Notre-Dame de Paris et surtout Le Fantôme de l'opéra. Son aptitude à se métamorphoser en utilisant des techniques de maquillage de son invention lui valent le surnom dhomme aux mille visages. Dans un article autobiographique publié en 1925 dans la revue Movie, qui offre un rare aperçu de sa vie, Chaney qualifie son art dinterprétation extrême.
Faisant preuve d'une faculté d'adaptation, il utilise également des maquillages dans des films plus conventionnels, d'aventures et policiers, tels que Satan (The Penalty), dans lequel il joue un gangster amputé. Il apparaît dans pas moins de dix films de Tod Browning, dans lesquels il interprète le plus souvent des personnages déguisés ou mutilés, dont le lanceur de couteaux de foire « Alonzo the Armless » dans L'Inconnu (1927), avec Joan Crawford. En 1927, Chaney est le partenaire de Conrad Nagel, Marceline Day, Henry B. Walthall et Polly Moran dans un film aujourd'hui perdu, pourtant un classique du cinéma d'horreur, le Londres après minuit de Tod Browning, sans doute le plus célèbre des films perdus. Son dernier film en 1930 est une réadaptation sonore de son classique muet Le Club des trois, son unique film parlant, et le seul dans lequel il montre autant de talent à déguiser sa voix. Chaney signe même une déclaration sous serment selon laquelle cinq des voix principales que l'on entend dans le film (le ventriloque, la vieille femme, le perroquet, la poupée et la fille) lui appartiennent.
Bien que Chaney ait créé, avec ses interprétations de Quasimodo, le sonneur des cloches de Notre-Dame, et Erik, le fantôme de l'Opéra de Paris, deux des personnages les plus affreusement difformes de l'histoire du cinéma, il parvient à susciter un certain degré de sympathie et d'émotion de la part du public, pas complètement terrifié ou dégoûté par les malformations monstrueuses de ces personnages, qui ne sont tout compte fait que les victimes du destin.
« Je voulais rappeler aux gens que ceux qui se trouvent le plus bas de l'échelle de l'humanité peuvent avoir en eux la ressource pour l'abnégation suprême », écrivit Chaney dans la revue Movie. « Le mendiant raccourci, difforme des rues peut avoir les idées les plus nobles. La plupart de mes rôles depuis Notre-Dame de Paris, Larmes de clown, Le Club des trois, etc. ont eu pour thème l'abnégation et le renoncement. Voilà les histoires que je souhaite faire. »

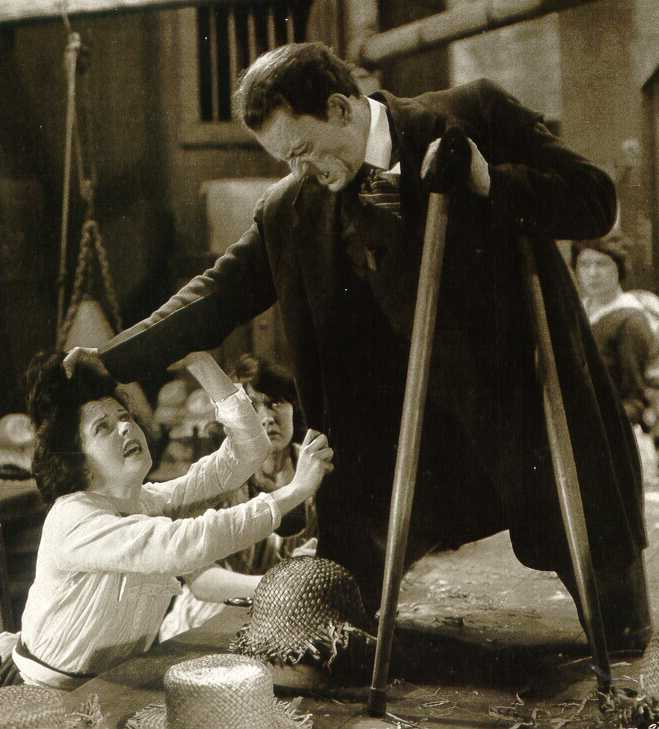
Ethel Grey Terry et Lon Chaney dans Satan.

« C'était quelqu'un qui extériorisait notre psyché. D'une certaine façon il pénétrait à l'intérieur des ombres qui se trouvent en nous ; il était capable d'épingler certaines de nos peurs secrètes et de les restituer à l'écran. L'histoire de Lon Chaney est celle des amours à sens unique. Il transporte cette partie de vous en plein jour, parce que vous avez peur de ne pas être aimé, de ne jamais être aimé, vous craignez que quelque chose en vous soit grotesque, que le monde va se détourner de vous. »
- Ray Bradbury
Ses talents s'étendent bien au-delà des films d'horreur et du maquillage. Il montre aussi une grande habileté comme danseur, chanteur et humoriste. Ceux qui ne le connaissent pas sont surpris par sa riche voix de baryton et ses dons aiguisés d'humoriste.
Chaney et sa seconde épouse Hazel mènent une vie privée discrète, loin des paillettes d'Hollywood. Chaney assure peu la promotion de ses films et des studios MGM, renforçant ainsi volontairement une image de mystère, et selon certaines sources, évitant volontairement la société hollywoodienne.
Durant les cinq dernières années de sa carrière cinématographique (1925-1930), Chaney travaille exclusivement sous contrat avec la MGM ; c'est pendant cette période qu'il offre ses interprétations les plus marquantes. Sa composition d'un instructeur des marines inflexible dans Tell It to the Marines (1926), l'un de ses films favoris, lui vaut la sympathie du corps des marines, dont il devient membre honoraire, le premier de toute l'industrie du cinéma. Il jouit également du respect et de l'admiration de nombreux acteurs débutants, car il avait la réputation d'aider les nouveaux venus sur les plateaux, en leur montrant le métier : sur les tournages, il n'a jamais été réticent à l'idée de partager, entre deux prises, ses expériences avec ses partenaires et l'équipe technique.
Pendant le tournage de Thunder, en hiver de l'année 1929, Chaney contracte une pneumonie. À la fin de 1929, on décèle un cancer des bronches. Malgré un traitement offensif, son état de santé empire et, sept semaines après la sortie de la réadaptation du Club des trois, il est emporté par une hémorragie à la gorge. Sa mort est durement ressentie par ses proches, l'industrie cinématographique et par ses admirateurs. Le corps des marines fournit un aumônier et un garde d'honneur pour ses funérailles.
Il est inhumé au cimetière du Forest Lawn Memorial Park à Glendale, Californie, près de la crypte de son père. C'est également là que sera enterrée sa femme, Hazel, en 1933. Pour des raisons inconnues, la crypte de Chaney ne porte aucune inscription.

## Héritage

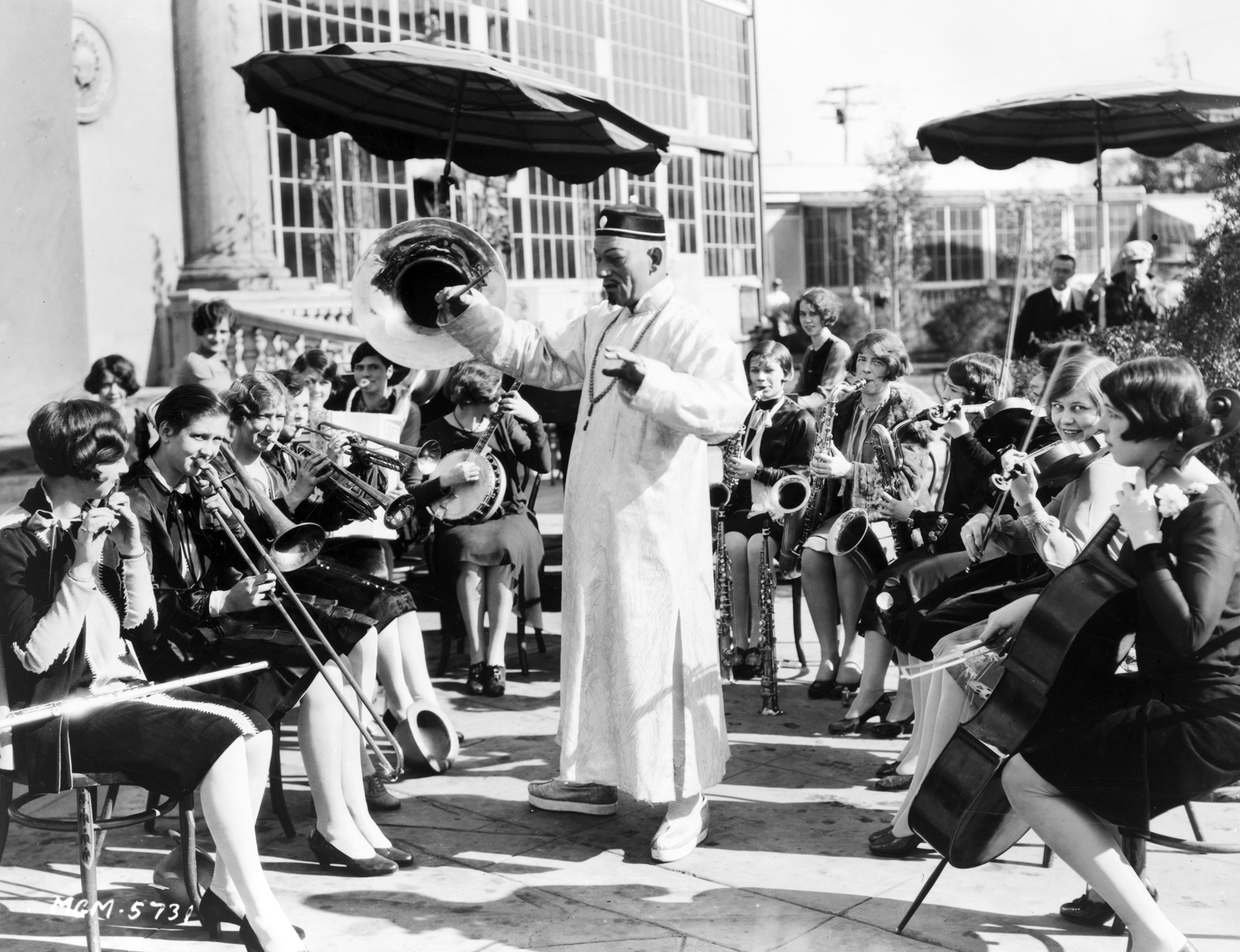
Lon Chaney dans le rôle de « Mr. Wu », dirigeant un orchestre féminin.

En 1957, Chaney fait l'objet d'une biographie filmée sous le titre de The Man of a Thousand Faces, où son rôle est campé par James Cagney. Bien que l'intrigue soit en grande partie fictive, le film, hommage à Chaney, lui permet de retrouver à titre posthume un regain de notoriété. De son vivant, Chaney s'est vanté qu'il rendrait la tâche difficile à ceux qui voudraient s'atteler à sa biographie, disant qu'« entre les images, il n'y a pas de Lon Chaney ». 
Lon Chaney a son étoile sur le Walk of Fame à Hollywood. En 1994, il a un timbre de la poste américaine à son effigie, dessinée par le caricaturiste Al Hirschfeld.
Le théâtre du Colorado Springs Civic Auditorium porte le nom de Lon Chaney.

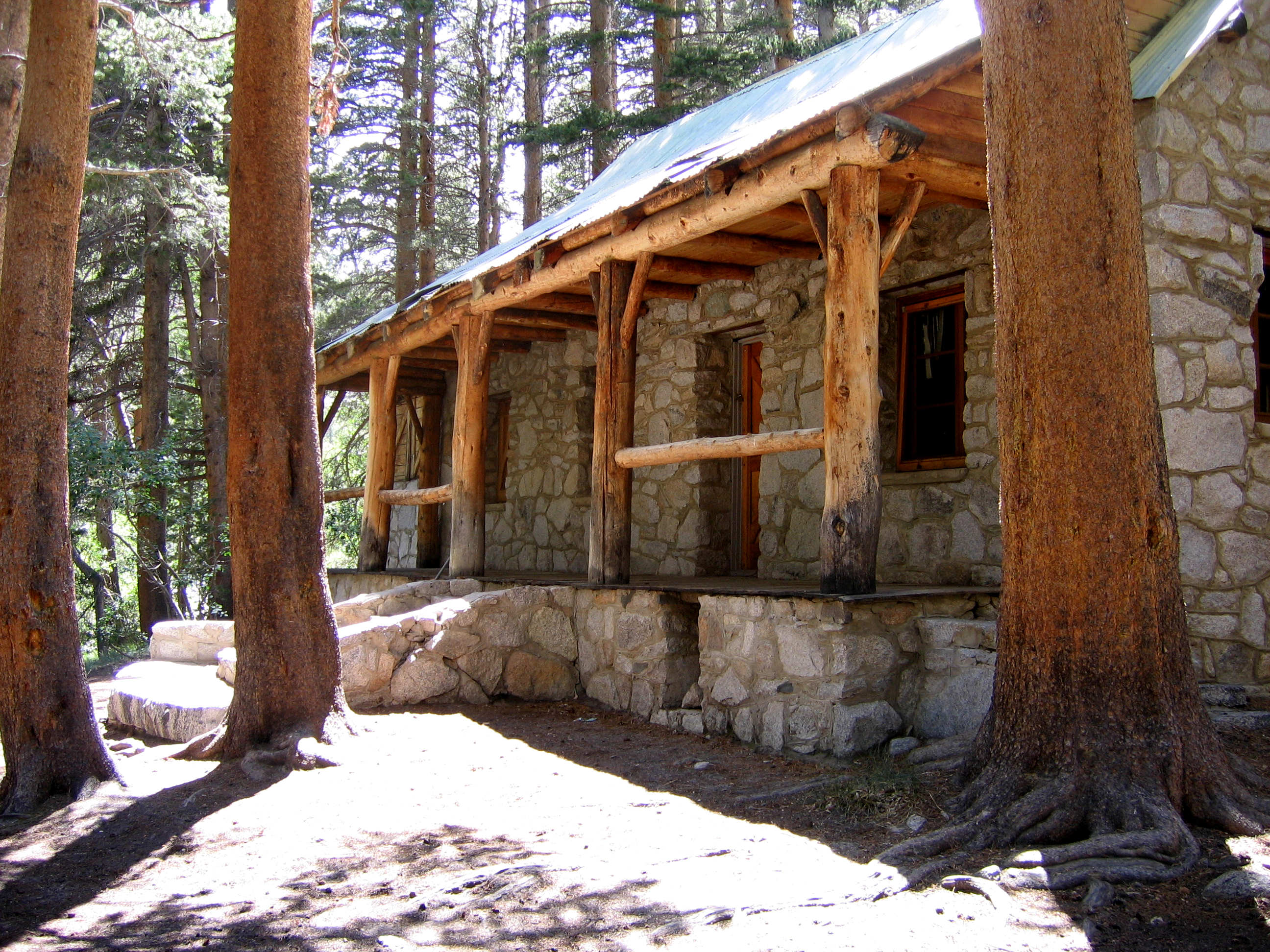
La maison de Lon Chaney dans la Sierra Nevada.

En 1929, Chaney fait construire un refuge de pierres dans un endroit isolé de l'est de la Sierra Nevada, près de Big Pine, en Californie, qui lui sert de retraite. La maison dessinée par l'architecte Paul Williams (en) et préservée par l'Inyo National Forest Service, existe toujours.
Le fils de Chaney, Lon Chaney Jr., devient à son tour acteur de cinéma après la mort de son père, et se fait surtout remarquer dans des films d'horreur, et spécialement dans Le Loup-garou. Chaney père et fils apparaissent sur des timbres de la poste américaine chacun représenté sous les traits de son personnage fétiche — le fantôme de l'opéra pour l'un et le loup-garou pour l'autre — dans une série où l'on trouve également Béla Lugosi en Dracula, Boris Karloff en monstre de Frankenstein et en momie.
Après sa mort, la célèbre trousse de maquillage de Chaney est léguée par sa femme Hazel au Los Angeles County Museum, où elle est quelquefois montrée au public. Le maquilleur et biographe de Chaney, Michael Blake, considère la trousse de maquillage de Chaney comme la pièce centrale de l'histoire du maquillage de cinéma.
En 1978, Gene Simmons du groupe de rock Kiss, ayant grandi à New York et influencé par les vieux classiques en noir et blanc du cinéma d'horreur, écrit une chanson sur Lon Chaney, Man of 1,000 Faces, enregistré sur son premier album solo.

## Filmographie

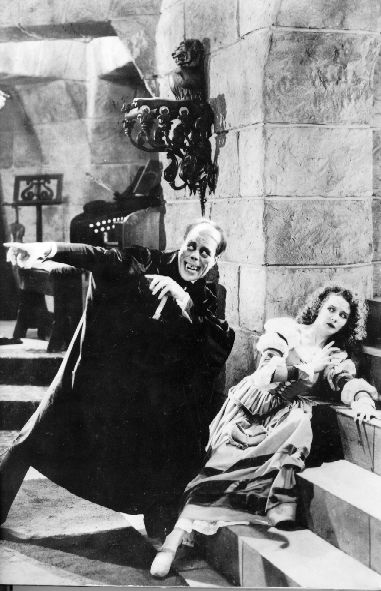
Lon Chaney et Mary Philbin dans Le Fantôme de l'Opéra (1925).

- 1913 : The Ways of Fate de Wallace Reid
- 1913 : Suspense de Phillips Smalley et Lois Weber : un clochard
- 1913 : Poor Jake's Demise d'Allen Curtis : le gars
- 1913 : The Sea Urchin d'Edwin August : Barnacle Bill
- 1913 : The Blood Red Tape of Charity d'Edwin August : Marx
- 1913 : Shon the Piper d'Otis Turner : Clansman
- 1913 : The Trap d'Edwin August : Lon
- 1913 : The Restless Spirit d'Allan Dwan : Conte russe
- 1913 : Almost an Actress d'Allen Curtis : Cameraman
- 1913 : An Elephant on His Hands d'Al Christie : Eddie
- 1913 : Back to Life d'Allan Dwan : The Rival
- 1913 : Red Margaret, Moonshiner d'Allan Dwan : Lon
- 1913 : Bloodhounds of the North d'Allan Dwan : Mountie
- 1914 : The Lie d'Allan Dwan : le jeune MacGregor
- 1914 : The Honor of the Mounted d'Allan Dwan : Jacques Laquox
- 1914 : Remember Mary Magdalen d'Allan Dwan : The Half-Wit
- 1914 : Discord and Harmony d'Allan Dwan : le sculpteur
- 1914 : The Menace to Carlotta d'Allan Dwan : Giovanni Bartholdi
- 1914 : The Embezzler d'Allan Dwan : J. Roger Dixon
- 1914 : The Lamb, the Woman, the Wolf d'Allan Dwan : The Wolf
- 1914 : The End of the Feud d'Allan Dwan : Wood Dawson
- 1914 : The Tragedy of Whispering Creek d'Allan Dwan : The Greaser
- 1914 : The Unlawful Trade d'Allan Dwan : The Cross Blood
- 1914 : The Forbidden Room d'Allan Dwan : John Morris
- 1914 : The Old Cobbler de Murdock MacQuarrie : Wild Bill
- 1914 : The Hopes of Blind Alley d'Allan Dwan : Vendeur
- 1914 : A Ranch Romance : Raphael Praz
- 1914 : Her Grave Mistake (en) : Nunez
- 1914 : By the Sun's Rays de Charles Giblyn : Frank Lawler
- 1914 : The Oubliette de Charles Giblyn : Chevalier Bertrand de la Payne
- 1914 : A Miner's Romance : John Burns
- 1914 : Her Bounty de Joseph De Grasse : Fred Howard
- 1914 : The Higher Law (en) de James Cruze : Sir Stephen
- 1914 : Richelieu : Baradas
- 1914 : The Pipes o' Pan (en) : Arthur Farrell
- 1914 : Virtue Is Its Own Reward (en) de Joe De Grasse : Duncan Bronson
- 1914 : Her Life's Story (en) : Don Valesquez
- 1914 : Lights and Shadows (en) de Joe De Grasse : Bentley
- 1914 : The Lion, the Lamb, the Man (en) de Joseph De Grasse : Fred
- 1914 : A Night of Thrills (en) de Joseph De Grasse : Visitor
- 1914 : Her Escape (en) de Joseph De Grasse : Pete
- 1915 : The Sin of Olga Brandt (en) de Joseph De Grasse : Stephen Leslie
- 1915 : The Star of the Sea (en) de Joseph De Grasse : Tomasco
- 1915 : A Small Town Girl d'Allan Dwan : le proxénète
- 1915 : The Measure of a Man (en) de Joseph De Grasse : Lt. Jim Stuart
- 1915 : The Threads of Fate (en) : The Count
- 1915 : When the Gods Played a Badger Game (en) : The Property Man
- 1915 : Such Is Life (en) de Joseph De Grasse : Tod Wilkes
- 1915 : Where the Forest Ends (en) de Joseph De Grasse : Paul Rouchelle
- 1915 : Outside the Gates (en) de Joseph De Grasse : Perez
- 1915 : All for Peggy (en) de Joseph De Grasse : The Stable Groom
- 1915 : The Desert Breed de Joseph De Grasse : Fred
- 1915 : Maid of the Mist (en) : Postmaster
- 1915 : The Grind (en) : Henry Leslie
- 1915 : The Girl of the Night (en) : Jerry
- 1915 : The Stool Pigeon de lui-même
- 1915 : An Idyll of the Hills (en) de Joe De Grasse : Lafe Jameson
- 1915 : The Stronger Mind de Joseph De Grasse : The Crook's Pal
- 1915 : The Oyster Dredger (en)
- 1915 : Steady Company (en) : Jimmy
- 1915 : The Violin Maker (en) : Pedro
- 1915 : The Trust (en) : Jim Mason
- 1915 : Bound on the Wheel (en) : Tom Coulahan
- 1915 : Mountain Justice (en) : Mountaineer
- 1915 : Quits : Frenchy
- 1915 : The Chimney's Secret (en) : Charles Harding
- 1915 : The Pine's Revenge (en) : Black Scotty
- 1915 : The Fascination of the Fleur de Lis (en) : Duke of Safoulrug
- 1915 : Alas and Alack de Joseph De Grasse : The Fisherman / Hunchback Fate
- 1915 : A Mother's Atonement (en) : The Husband
- 1915 : Lon of Lone Mountain (en) : Lon Moore
- 1915 : The Millionaire Paupers (en) : Martin - landlord
- 1915 : Under a Shadow (en) : Jealous Husband
- 1915 : Father and the Boys (en) : Tuck Bartholomew
- 1915 : Stronger Than Death (en) : Rupert Spaulding
- 1916 : Dolly's Scoop (en) de Joseph De Grasse : Dan Fisher
- 1916 : The Grip of Jealousy (en) de Joseph De Grasse : Silas Lacey
- 1916 : Tangled Hearts (en) de Joseph De Grasse : John Hammond
- 1916 : The Gilded Spider (en) de Joseph De Grasse : Giovanni
- 1916 : Bobbie of the Ballet (en) de Joseph De Grasse : Hook Hoover

- 1916 : The Grasp of Greed de Joseph De Grasse : Jimmie
- 1916 : The Mark of Cain de Joseph De Grasse : Dick Temple
- 1916 : If My Country Should Call (en) de Joseph De Grasse : Dr. George Ardrath
- 1916 : Felix on the Job de George Felix : Tod
- 1916 : The Place Beyond the Winds de Joseph De Grasse : Jerry Jo
- 1916 : Accusing Evidence d'Allan Dwan
- 1916 : The Price of Silence de Joseph De Grasse : Edmond Stafford
- 1917 : The Piper's Price (en) de Joseph De Grasse : Billy Kilmartin
- 1917 : Maison de danses au far-west (Hell Morgan's Girl) de Joseph De Grasse : Sleter Noble
- 1917 : The Mask of Love de Joseph De Grasse : Marino
- 1917 : The Girl in the Checkered Coat (en) de Joseph De Grasse : Hector Maitland
- 1917 : The Flashlight (en) d'Ida May Park : Henry Norton et Porter Brixton
- 1917 : A Doll's House (en) de Joseph De Grasse : Nils Krogstad
- 1917 : Le Cœur de Mieke (Fires of Rebellion), d'Ida May Park : Russell Hanlon
- 1917 : The Rescue (en) d'Ida May Park : Thomas Holland
- 1917 : La Dette (Pay Me!) de Joseph De Grasse : Joe Lawson
- 1917 : Triumph (en) de Joseph De Grasse : Paul Neihoff
- 1917 : The Empty Gun (en) de Joseph De Grasse : Frank
- 1917 : Anything Once (en) de Joseph De Grasse : Waught Moore
- 1917 : Bondage (en) d'Ida May Park
- 1917 : The Scarlet Car de Joseph De Grasse : Paul Revere Forbes
- 1918 : Fast Company de Lynn Reynolds : Dan McCarty
- 1918 : The Grand Passion (en) d'Ida May Park : Paul Argos
- 1918 : Broadway Love (en) d'Ida May Park : Elmer Watkins
- 1918 : The Kaiser, the Beast of Berlin de Rupert Julian : Bethmann-Hollweg
- 1918 : Fast Company de Lynn Reynolds : Dan McCarty
- 1918 : A Broadway Scandal (en) de Joseph De Grasse : 'Kink' Colby
- 1918 : Riddle Gawne (en) de William S. Hart et Lambert Hillyer : Hame Bozzam
- 1918 : That Devil, Bateese (en) de William Wolbert (en) : Louis Courteau
- 1918 : La Flamme et le Papillon (The Talk of the Town) de Allen Holubar : Jack Lanchome
- 1918 : Le Mignard (Danger, Go Slow) de Robert Z. Leonard : Bud
- 1919 : Périlleuse Mission (The False Faces) d'Irvin Willat : Karl Eckstrom
- 1919 : Fleur sans tache (The Wicked Darling) de Tod Browning : Stoop Connors
- 1919 : A Man's Country (en) de Henry Kolker : 'Three Card' Duncan
- 1919 : Le Miracle (The Miracle Man) de George Loane Tucker : The Frog
- 1919 : Paid in Advance (en) d'Allen Holubar : Bateese Le Blanc
- 1919 : When Bearcat Went Dry (en) d'Ollie Sellers (en) : Kindard Powers
- 1919 : Le Secret du bonheur (Victory) de Maurice Tourneur : Ricardo
- 1920 : Daredevil Jack (en) de W. S. Van Dyke
- 1920 : L'Île au trésor (Treasure Island) de Maurice Tourneur : Pew / Merry
- 1920 : The Gift Supreme (en) d'Ollie Sellers (en) : Merney Stagg
- 1920 : Satan (The Penalty) de Wallace Worsley : Blizzard
- 1920 : Nomads of the North de David Hartford : Raoul Challoner
- 1920 : Les Révoltés (Outside the Law) de Tod Browning : Black Mike Sylva / Ah Wing
- 1921 : For Those We Love d'Arthur Rosson : Trix Ulner
- 1921 : L'As de cœur (The Ace of Hearts) de Wallace Worsley : Mr Farallone
- 1921 : Bits of Life de James Flood, Marshall Neilan et William J. Scully : Chin Chow
- 1921 : Le Prince des Ténèbres (Voices of the City) de Wallace Worsley : O'Rourke
- 1922 : Tu ne tueras point (The Trap), de Robert Thornby : Gaspard le Bon
- 1922 : Cœur de père (Flesh and Blood) d'Irving Cummings : David Webster
- 1922 : The Light in the Dark de Clarence Brown : Tony Pantelli
- 1922 : Oliver Twist de Frank Lloyd : Fagin
- 1922 : Le Repentir (Shadows) de Tom Forman : Yen Sin, 'The Heathen'
- 1922 : Le Bac tragique (Quincy Adams Sawyer) de Clarence G. Badger : Obadiah Strout
- 1922 : Rival des Dieux (A Blind Bargain) de Wallace Worsley : Dr Arthur Lamb / The Ape Man
- 1923 : La Force du sang (All the Brothers Were Valiant) d'Irvin Willat : Mark Shore
- 1923 : Dans la ville endormie (While Paris Sleeps) de Maurice Tourneur : Henri Santodos
- 1923 : La Terre a tremblé (The Shock), de Lambert Hillyer : Wilse Dilling
- 1923 : Notre-Dame de Paris (The Hunchback of Notre Dame) de Wallace Worsley : Quasimodo
- 1924 : The Next Corner de Sam Wood : Juan Serafin
- 1924 : Larmes de clown (HE who gets slapped) de Victor Sjöström : Paul Beaumont, aka HE
- 1925 : Le Monstre (The Monster), de Roland West : Dr. Ziska
- 1925 : Le Club des trois (The Unholy Three) de Tod Browning :
Professeur Echo, le ventriloque, ou Mrs. 'Granny' O'Grady
- 1925 : Le Fantôme de l'Opéra de Rupert Julian : Erik, le fantôme
- 1925 : La Tour des mensonges (The Tower of Lies) de Victor Sjöström : Jan
- 1926 : L'Oiseau noir (The Blackbird) de Tod Browning : The Blackbird / The Bishop
- 1926 : La Route de Mandalay (The Road to Mandalay) de Tod Browning : Singapore Joe
- 1926 : Marine d'abord ! (Tell It to the Marines) de George W. Hill : Sgt. O'Hara
- 1927 : Monsieur Wu (Mr. Wu) de William Nigh : Mr. Mandarin Wu / le grand-père de Mr. Wu
- 1927 : L'Inconnu (The Unknown) de Tod Browning : Alonzo the Armless
- 1927 : Mockery de Benjamin Christensen : Sergei
- 1927 : Londres après minuit (London After Midnight) de Tod Browning : Professeur Edward C. Burke
- 1928 : Le Loup de soie noire (The Big City) de Tod Browning : Chuck Collins
- 1928 : Ris donc, Paillasse ! (Laugh, Clown, Laugh) de Herbert Brenon : Tito Beppi, aka Flik
- 1928 : Dans la ville endormie (While the City Sleeps) de Jack Conway : Dan Callahan
- 1928 : À l'ouest de Zanzibar (West of Zanzibar) de Tod Browning : Phroso 'Dead-Legs'
- 1929 : Loin vers l'est (Where East is East) de Tod Browning : Tiger Haynes
- 1929 : Tonnerre (Thunder) de William Nigh : Grumpy Anderson
- 1930 : Le Club des trois (The Unholy Three) de Jack Conway :
Professeur Echo, alias Mme 'Grandma' O'Grady

### comme réalisateur
- 1915 : The Stool Pigeon
- 1915 : For Cash (en)
- 1915 : The Oyster Dredger (en)
- 1915 : The Violin Maker (en)
- 1915 : The Trust (en)
- 1915 : The Chimney's Secret (en)

### comme scénariste
- 1914 : The Menace to Carlotta
- 1914 : The Tragedy of Whispering Creek
- 1914 : Her Escape (en)
- 1915 : The Oyster Dredger (en)
- 1915 : The Chimney's Secret (en)
- 1922 : Tu ne tueras point (The Trap), de Robert Thornby